# Henohenomohedzsi

Henohenomohedzsi

A henohenomohedzsi (へのへのもへじ) vagy hehenonomohedzsi (へへののもへじ) egy hiraganákkal alkotott arcra rajzolás, melyet japán iskolás gyerekek szoktak használni.
A szót hét hiragana alkotja: he (へ), no (の), he (へ), no (の), mo (も), he (へ) és dzsi (じ). Az első kettő he a két szemöldök, a két no a két szem, a mo az orr és az utolsó he a száj. Az arc külső körvonalául a dzsi szolgál, a két rövid húzás (dakuten) pedig vagy a fület vagy az orcát alkotja. A gyerekek a kakasi (madárijesztő) vagy a Teru teru bózu arcához használják.
Az ikon összekapcsolható a népszerű kulturális graffiti firkával, „Kiloryval” (olyan, mint az angol „Chad”, a kanadai „Clem” és az ausztrál „Mr. Foo”). Gyakran tűnik fel képregényekben, filmekben és egyéb médiatermékekben is.

## Változatok

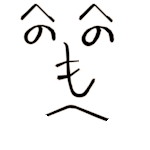
Henohenomohe

Más korszakokban és más helyeken a henohenomohedzsinek egyéb változatai is előfordulnak. A brazíliai japánok, akik az 1950-es években São Paulóban tanulták a hiraganákat, beszámoltak róla, hogy őket nem tanították meg a dzsi-re. Emiatt ők elhagyják az arc keretét és csupán henohenomohe van ábrázolva. Mások a henohenomohedzsihez rajzolnak egy extra i-t (い) a dzsi alá, ami vagy a nyakat vagy egy fület ábrázol.

## Népszerű médiában
TV dráma
- Az 1967-es TV dráma, a Comet San sorozat főcímében a fő szereplő (Kokonoe Jumiko alakítja) a mágiáját arra használja, hogy a hold felszínére felrajzolja a henohenomohét.

Anime
- A Naruto című animében Kakashi nevének jelentése madárijesztő. Egy teljes rész van (101. rész) , mely arról szól, hogy a tanítványai el akarják távolítani az arcáról a maszkot, hogy láthassák a valódi arcát. Egyik alkalommal, mikor kicselezi a diákjait, egy madárijesztőt hasnzál, aminek az arcára a henohenomohedzsi van felrajzolva. Később szintén általa megidézett nyolc kutya hátán is a henohenomohedzsi található.
- A történet spin-off animéjében, a Rock Lee no Seishun Powerfull Nindenben a narrátor arca és henohenomohedzsi.
- A One Piece című animébem Igaram készített henohenomohedzsi arcú bábokat Luffy, Zoro és Nami megszemélyesítésére.
- A Mononoke című animében a gyógyszerész a Noppera-bou ívben rövid ideig a henohenomohedzsit viseli az üres arca helyén, mielőtt a sajátját visszaállítaná.
- A Samurai Champloo c. animében az elkapó baseball játékost ábrázoló baba a 23. részben („Baseball Blues”) henohenomohedzsi arcot visel. A 11. rész („Gamblers and Gallantry) elején egy henohenomohedzsi arcú baba jelenik meg belógva Fuu elé.
- A Ojamajo Doremi című animében is kétszer rajzolják le iskolás gyerekek a henohenomohedzsit. A 15. részben Jada Maszaru rajzol egy hatalmas henohenomohedzsit piros festékkel egy papír darabra, mikor arra kérték, rajzoljon egy portrét az anyjáról. A Motto Ojamo Doremi 15. részében pedig Hesebe rajzolt henohenomohedzsit vörös krétával egy darab papírra, mikor arra kérik, rajzoljon egy portrét az anyjáról.
- A Suzumiya Haruhi no Yuuutsu című animében egy rövid ideig az egyik helyszínen a 11. részben („The Day of Sagattarius”) mutatják Koizumi csapatát, mindet henohenomohedzsivel.
- A Hyakko című anime 3. részében kissé eltérő rajzolású henohenomohedzsi vannak egy kartondobozban: nincsen dzsi, vagy vagy si az orra egy másik si pedig a füle, melyet henohenoshiheshinek írnak. Később ugyan ebben a részben több klasszikus verzió látható egy robot arcára festve csak szemekkel és orral (henohenomo) és a beszélő a száj.
- A Demashita! Powerpuff Girls Z 255. fejezetében a szörny Penna rajzol henohenomohedzsit minden falra Tokióban.
- A B Gata H Kei anime első részében mikor Jamada nem emlékszik Koszuda arcára, henohenomohedzsiként mutatják.
- A Soul Eater című anime 41. részében a rettegésben tartott Stein professzor hallucinációjában a hamis Marie arca helyén henohenomohedzsivel látható.
- A Love, Elections & Chocolate című anime egyik karaktere Tacumi Mohedzi) használ henohenomohedzsi maszkot.
- A HappinessCharge PreCure! című anime 11. részében a szántóföldön lévő madárijesztőt (ami átalakul ellenséggé szörnyé ebben a részben) szintén henohenomohedzsi arcot visel.

Manga
- A Ranma ½ című manga címadó karaktere, Saotome Ranma gyakran visel henohenomohedzsi arcot.
- A manga rajzoló művész, Watase Yuu gyakran ábrázolja magát henohenomohedzsi maszkkal.
- Nobita, a Doraemon manga egyik karaktere néha csínyből henohenomohedzsit rajzol a falakra és az emberek arcára.
- A Skip Beat című manga 66. fejezetében Tsuruga Ren is henohenomohedzsi arccal képzeli el a menedzsere.

Játék
- A Parodius című MSX játékban az egyik főnöknek ez az alapja.
- A Crusader of Centy című Sega Genesis játékban a bábut irányító bábunak is ilyen arca van.
- Az Animal Crossing: Wild World című Nindento DS játékban a látogatónak, Blancanak az arca henohenomohedzsi és a játékos maga változtathatja a külsejét.
- Az Ookami PlayStation 2 és Wii játékban a karaktereket henohenomohedzsivel ábrázolják, ami a fejük fölött lebeg, ha azok túl messzi vannak ahhoz, hogy láthatóak legyenek.
- A Chulip PlayStation 2 játékban az össze általános gyári munkásnak henohenomohedzsi arca van.
- A Terranigma videójátékban Matis végső galériában egy henohenomohedzsi jellemző őt.
- A Digionban a Digimon Nohemon egy madárijesztő Digimon és henohenomohedzsi arca van.
- A Muramasa: The Demon Blade Wii játékban számos szántőföldet mutatnak madárijesztőkkel, melyeknek henohenomohedzsi arca van.
- Az Okami és OkamiDen Wii játékban ha egy NPC karakternek gondolat buborékja van és eléggé távol van a képernyőtől, akkor a gondolat buborékban henohenomohedzsi látszik. Ha eléggé közel kerül a játékos az NPC-hez, valami másra cserélődik le.

Zene
- A Kamaitachi punkbanda 1990-es single-jén, a Hachamecha Himén kiadott egy dalt, amelynek az a címe Henohenomoheji.

## Fordítás
Ez a szócikk részben vagy egészben  a   Henohenomoheji című angol Wikipédia-szócikk ezen változatának fordításán alapul.  Az eredeti cikk szerkesztőit annak laptörténete sorolja fel. Ez a jelzés csupán a megfogalmazás eredetét és a szerzői jogokat jelzi, nem szolgál a cikkben szereplő információk forrásmegjelöléseként.